# 1-戊炔
1-戊炔是一种末端炔烃，是2-戊炔的同分异构体。通常状态下为无色易燃液体。不溶于水，溶于乙醇、醚。用于有机合成中。

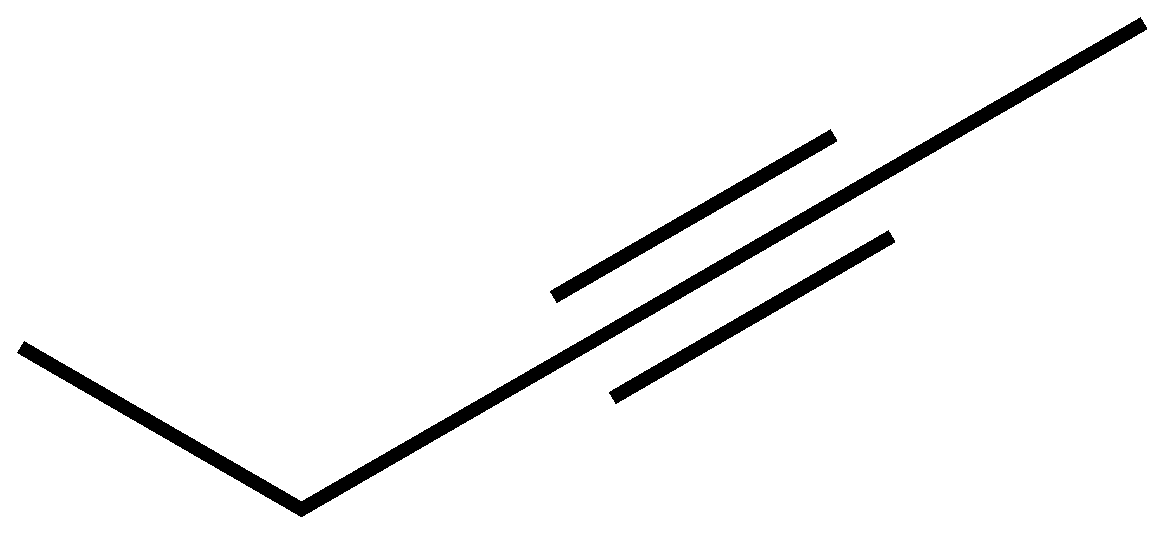
2-戊炔